# Сан-Мартино, Карло Эммануэле д’Эсте
Князь Карло Эммануэле д'Эсте (итал. Carlo Emanuele d'Este; 1622, Боргоманеро — 24 октября 1695, Вена), 4-й маркиз ди Боргоманеро и ди Порлецца, 2-й маркиз ди Санта-Кристина — испанский военный деятель и дипломат.

## Биография
Сын Сиджисмондо III д'Эсте, маркиза ди Ланцо, и Франчески д'Отель.
В 1628 году Карло Эммануэле и его старший брат Филиппо Франческо, маркиз ди Ланцо, остались без отца. Их взял под опеку дядя Карло Филиберто д'Эсте, маркиз ди Сан-Мартино, состоявший в свите кардинала-инфанта. Он представил своих племянников-сирот кардиналу и перевез их из Милана в Брюссель.
В 1643 году поступил на испанскую военную службу Испании и получил должности генерал-кампмейстера в Нидерландах, а затем в Милане. Был государственным советником.
В 1652 году унаследовал от дяди маркизаты Боргоманеро, Порлецца и Санта-Кристина.
8 января 1654 года был пожалован Филиппом IV в рыцари ордена Золотого руна. Получил орденскую цепь в 1657 году.
10 августа 1657 произведен в генерал-фельдвахтмейстеры императорской службы.
Перейдя с военной службы на дипломатическую, маркиз в 1676 году, а затем в 1677—1678 годах был посланником в Англии, а в 1679 году был назначен полномочным послом в Лондоне. Позднее он похвалялся, что, помимо прочих дипломатических успехов, добился вывода из Нидерландов английских войск, которые поддерживали Францию в Голландской войне.
В 1681 году Карло Эммануэле был переведен послом в Вену, где показал себя одним из самых активных и блестящих послов последних десятилетий правления Карла II, поддерживая хорошие отношения с венским двором и противодействуя враждебным планам французов.
25 марта 1683 года Боргоманеро предупредил имперцев, что турецкая армия численностью около двухсот тысяч человек готова выступить на австрийскую столицу. Предвидя осаду, императорский двор покинул Вену, перебравшись по Дунаю в Линц. Боргоманеро уехал вместе с ним «имея не более часа времени, чтобы подготовить свой отъезд из Вены вслед за императором», как он сообщал в Мадрид.
Находясь в имперском лагере, Боргоманеро представил императору Леопольду юного принца Евгения Савойского, прибывшего из Франции, чтобы служить Габсбургам с оружием в руках. В дальнейшем продолжал покровительствовать будущему великому полководцу.
Вернувшись в Вену по окончании осады, маркиз обнаружил здание испанского посольства сильно разрушенным (оно находилось близко к крепостной стене). По причине финансовых затруднений правительства Карло Эммануэле пришлось восстанавливать здание на свои деньги.
В 1695 году Карло Эммануэле умер на своем посту. В связи со смертью маркиза, обремененного долгами, Государственный совет рекомендовал королю, чтобы его сын и наследник, военный в Миланском герцогстве, получил достоинство гранда Испании, которым в личном качестве его отец обладал с 1693 года.

## Семья
Жена (1645): Паола Камилла Марлиани, дочь Луиджи Марлиани, графа ди Бусто, и Антонии Марлиани, вдова Валериано Сфондрати, герцога ди Монтемарчано
Сын:
- князь Карло Филиберто (1646—4.04.1714), мариз ди Боргоманеро, Порлецца и Санта-Кристина. Жена (1671): принцесса Бибиана Гонзага (24.04.1650—29.11.1717), дочь Фердинандо Гонзага, 4-го князя ди Кастильоне, и Олимпии Сфорца